# الحارث بن هشام
أبو عبد الرحمن الحارث بن هشام بن المغيرة بن عبد الله المخزومي القرشي (65 ق هـ - 15 هـ / 558م - 636م) صحابي من سادات قريش من أهل مكة، وهو أخو أبو جهل، وابن عم الصحابي خالد بن الوليد، شهد غزوة بدر وغزوة أحد مع المشركين ثم أسلم يوم فتح مكة في السنة الثامنة من الهجرة وحسن إسلامه وقال: «لا أدعُ وادياً سلكته في قتال رسول الله صلى الله عليه وسلم إلا سلكته في سبيل الله، ولا أدع درهما أنفقته في قتاله إلا أنفقت مثله في طاعة الله وطاعة رسوله» وشهد مع النبي ﷺ غزوة حنين وكان من المؤلفة قلوبهم، ثم خرج للجهاد في بلاد الشام وشهد معركة فحل ومعركة أجنادين ومعركة اليرموك وأبلى بلاءً حسناً وختم الله له بخير. وقد اختلف في سنة موته قال الواقدي: «مات الحارث بن هشام في طاعون عمواس بالشام». وقال المدائني: «استشهد الحارث بن هشام في معركة اليرموك سنة 15 هـ» وهو الراجح.

## نسبه
- هو الحارث بن هشام بن المغيرة بن عبد الله بن عُمَر بن مخزوم بن يقظة بن مُرة بن كعب بن لؤي بن غالب بن فهر بن مالك بن قريش بن كنانة بن خزيمة بن مدركة بن إلياس بن مُضَر المخزومي القرشي الكناني يُكَنى بأبي عبد الرحمن.[4]
- أمه هي أُم الجَلاس أسماء بنت مخربة بن جندل بن أُبَير بن نهشل بن دارم بن مالك بن حنظلة بن مالك بن زيد مناة بن تميم بن مر بن أد بن عمرو بن إلياس بن مُضَر النهشلية الدارمية التميمية. وكان لها صُحَبة وإخوته لامه الصحابيان: عياش بن أبي ربيعة، وعبد الله بن أبي ربيعة قال ابن سعد: «تزوج هشام بن المغيرة أسماء بنت مخربة النهشلية التميمية فولدت له: أبا جهل والحارث ابني هشام، ثم هلك عنها، فتزوجها أخوه أبو ربيعة بن المغيرة المخزومي فولدت له: عياش وعبد الله وأم حُجَير بنو أبي ربيعة، وقد أسلمت أسماء وبايعت وقدمت المدينة».[5]

## سيرته وأخباره
كان الحارث بن هشام سيداً شريفاً من سادات قبيلة قريش في الجاهلية والإسلام، وكان شاعراً، وقد شهد الحارث مع المشركين غزوة بدر وغزوة أحد وفي بدرٍ قُتِل أخواه أبو جهل عمرو بن هشام، والعاصي بن هشام، وأُسر أخوه خالد بن هشام، وهرب هو ونجأ، ثم أنه أسلم بعد فتح مكة وحسن إسلامه وشهد مع النبي محمد ﷺ غزوة حنين وأعطاه النبي مائة من الإبل من أنفال حُنين مع المؤلفة قلوبهم. ولما توفي رسول الله صلى الله عليه وسلم كان الحارث في المدينة وشهد سقيفة بني ساعدة فيما ذكره الزبير بن بكار.
ثم أنه خرج مجاهداً إلى بلاد الشام وشهد معركة فحل ومعركة أجنادين ومعركة اليرموك وقُتِل بها شهيداً ويُقَال أنه بقي إلا أن توفي في طاعون عمواس قال ابن عساكر: «لم يزل الحارث بن هشام مقيماً في مكة بعد أن أسلم حتى توفي رسول الله صلى الله عليه وسلم، فلما جاء كتاب أبي بكر الصديق رضي الله عنهما يستنفر المسلمين على غزو الروم، قدم الحارث بن هشام وابن اخيه عكرمة بن أبي جهل بن هشام وسهيل بن عمرو على أبي بكر في المدينة فأتاهم في منازلهم ورحب بهم وسلم عليهم وسر بمكانهم، ثم خرجوا مع المسلمين مجاهدين إلى الشام فشهد الحارث فحل وأجنادين».

## زوجاته وأولاده
تزوج الحارث بن هشام من ثلاثة نساء وهن:
- فاطمة بنت الوليد بن المغيرة المخزومية القرشية ابنة عمه وولدت له: عبد الرحمن بن الحارث وبه يُكَنى وهو أكبر ولده، وأم حكيم بنت الحارث تزوجها ابن عمها عكرمة بن أبي جهل ثم مات عنها فتزوجها الخليفة عمر بن الخطاب وولدت له فاطمة بنت عُمَر.
- ابنة ضمرة بن ضمرة النهشلية التميمية وولدت له: أبو سعيد بن الحارث، وفاطمة بنت الحارث.
- أم عبد الله بن الأسود بن المطلب الأسدية القرشية وولدت له: قَرِيبة بنت الحارث تزوجها الحارث بن معاذ الأنصاري، ودُرَة بنت الحارث، وحَنتمة بنت الحارث تزوجها عبد الرحمن بن أمية التميمي وولدت له فاختة بنت عبد الرحمن.

## وفاته
تتفق المصادر التاريخية أن الحارث بن هشام توفي شهيداً في بلاد الشام، وتختلف في تحديد سنة وفاته على ثلاثة أقوال وهي:
- القول الأول: أنه قُتِل في معركة اليرموك سنة 15 هـ في خلافة عمر بن الخطاب وهو الراجح.[11]
- القول الثاني: أنه توفي في سنة 18 هـ في طاعون عمواس قال ابن حبان: «الحارث بن هشام عداده في أهل الحجاز أسلم يوم فتح مكة، وكان من المؤلفة قلوبهم، ثم حسن إسلامه وانتقل إلى الشام وسكنها غازياً مُرابطاً ومات في طاعون عمواس سنة ثمان عشرة».[12]
- القول الثالث: أنه قُتِل في معركة أجنادين سنة 13 هـ في خلافة أبي بكر الصديق.[13]